# Боровлянська сільська рада (Ребріхинський район)
Боровля́нська сільська рада (рос. Боровлянский сельский совет) — сільське поселення у складі Ребріхинського району Алтайського краю Росії.
Адміністративний центр — село Боровлянка.

## Населення
Населення — 636 осіб (2019; 734 в 2010, 993 у 2002).

## Склад
До складу сільської ради входять:
| Населений пункт  | Населення, осіб (2002) | Населення, осіб (2010) |
| ---------------- | ---------------------- | ---------------------- |
| Боровлянка, село | 867                    | 642                    |
| Касмалінка, село | 126                    | 92                     |